# Raphael Luce
 (juillet 2022).
Si vous disposez d'ouvrages ou d'articles de référence ou si vous connaissez des sites web de qualité traitant du thème abordé ici, merci de compléter l'article en donnant les références utiles à sa vérifiabilité et en les liant à la section « Notes et références ».
Raphael Luce, né le 29 décembre 2006 à Burlington, (États-Unis), est un acteur franco-américain.
Il est notamment connu pour son interprétation du jeune Henry Creel dans la quatrième saison de Stranger Things sortie en 2022. Il a également joué le rôle du jeune James Roosevelt dans The First Lady en 2022 et du Garçon français dans la série Marvel, Loki, en 2021.

## Biographie
Né dans le Vermont d'une mère française et d'un père américain, et élevé en France pendant une partie de sa vie, Raphael Luce a grandi dans une famille d'acteurs et de cascadeurs.
Ses parents, Jade Kindar-Martin et Karine Mauffrey sont tous deux cascadeurs et anciens artistes du Cirque du Soleil.
Sa sœur, Jophielle Love, joue Violet dans General Hospital et son frère, Gabriel Sky, joue Diego dans Seberg.

## Filmographie

### Cinéma
- 2022 : Moon Manor de Machete Bang Bang et Erin Granat : Jimmy enfant
- 2025 : Dracula de Luc Besson : l'employé du docteur Dumont

### Séries télévisées
- 2021 : Loki : Un garçon français (saison 1, épisode 1 : Un destin exceptionnel)
- 2022 : The First Lady : James Roosevelt jeune
- 2022 : Stranger Things : Henry Creel jeune (saison 4)[2]